# Géza Frid
Géza Frid (ur. 25 stycznia 1904 w Máramarossziget, zm. 13 września 1989 w Beverwijk) – holenderski kompozytor i pianista pochodzenia węgierskiego.

## Życiorys
Na fortepianie zaczął grać już jako dziecko. Od 1912 do 1924 roku uczęszczał do Akademii Muzycznej w Budapeszcie, gdzie uczył się u Zoltána Kodálya (kompozycja) i Béli Bartóka (fortepian). Po ukończeniu studiów początkowo koncertował w krajach europejskich i na Dalekim Wschodzie. W 1929 roku osiadł w Amsterdamie, w 1948 roku otrzymał obywatelstwo holenderskie. Od 1946 roku był wykładowcą konserwatorium w Rotterdamie. Występował jako solista i akompaniator w Europie, Azji, Afryce i obydwu Amerykach. W latach 1964–1969 uczył w konserwatorium w Utrechcie.

## Wybrane kompozycje
(na podstawie materiałów źródłowych)

### Utwory orkiestrowe
- Podium-Suite na skrzypce i orkiestrę (1928)
- Koncert skrzypcowy (1930)
- Tempesta d’orchestra (1931)
- Divertimento na orkiestrę smyczkową lub kwintet smyczkowy (1932)
- Symfonia (1933)
- Romans i allegro na wiolonczelę i orkiestrę (1935)
- Abel et Cain na niski głos i orkiestrę (1938)
- Nocturnes na flet, harfę i orkiestrę smyczkową lub kwintet smyczkowy (1946)
- fantazja symfoniczna Paradou (1948)
- Fête champêtre na smyczki i perkusję (1951)
- Koncert na 2 skrzypiec i orkiestrę (1952)
- Caecilia Ouverture (1953)
- Études symphoniques (1954)
- South African Rhapsody na orkiestrę lub orkiestrę dętą (1954)
- Serenade na orkiestrę kameralną (1956)
- Koncert na 2 fortepiany i orkiestrę (1957)
- Concertino na skrzypce, wiolonczelę, fortepian i orkiestrę (1961)
- Sinfonietta na smyczki (1963)
- koncert 7 pauken en een koperorkest na 7 perkusistów i orkiestrę dętą blaszaną (1964)
- Koncert na 3 skrzypiec i orkiestrę (1970)
- Koncert na 1 klarnecistę grającego na 4 różnych klarnetach i smyczki (1972)
- koncert Olifant-oariaties na kontrabas i orkiestrę (1977)

### Utwory kameralne
- 5 kwartetów smyczkowych (I 1926, II 1939, III 1949, IV 1956, V 1984)
- Trio smyczkowe (1926)
- Serenada na instrumenty dęte (1928)
- Sonata wiolonczelowa (1931)
- Sonata na skrzypce solo (1936)
- Trio fortepianowe (1947)
- Sonata skrzypcowa (1955)
- 12 Metamorphoses na 2 flety i perkusję (1957)
- Fuga na 3 harfy (1961)
- Sekstet na kwintet dęty i fortepian (1965)
- Dubbeltrio na instrumenty dęte (1967)
- Chemins divers na flet, fagot i fortepian (1968; także wersja na 2 skrzypiec i fortepian)
- Paganini Variations na 2 skrzypiec (1969)
- Caprices roumains na obój i fortepian (1975)
- Sous roumains na flet, altówkę, harfę i perkusję (1975)
- Music na 2 skrzypiec i altówkę (1977)
- Vice Versa na saksofon altowy i marimbę (1982)

### Utwory wokalne i wokalno-instrumentalne
- kantata Schopenhauer (1944)
- Hymne aan de Arbeid na chór męski i orkiestrę (1951)
- Das Sklavenschiff (1956)
- Houdt den Tijd! na chór męski i perkusję (1971)

### Opera
- De zwarte bruid (1959)

### Balety
- Luctor et Emergo (1953)
- Euridice (1961)